# Giovanni Gastel
Giovanni Gastel (Milão, 27 de dezembro de 1955 – 13 de março de 2021) foi um fotógrafo italiano.
Em 1981, Gastel começou a trabalhar para várias revistas de moda, incluindo: Vogue, Elle e Vanity Fair, também colaborou com marcas de renome mundial como Dior, Trussardi, Krizia, Tod's e Versace.
Morreu em 13 de março de 2021, aos 65 anos de idade.